# 尹派八卦掌
尹派八卦掌（いんははっけしょう）とは中国北方の武術である八卦掌の門派の1つ。
八卦掌の開祖である董海川の高弟尹福を祖とする。中国北派武術の中でも成立した時期の最も新しい門派の1つである。開祖の尹福は程廷華と並ぶ董海川の有力な弟子の1人で、事実上の一番弟子であり八卦門における開門大師兄と呼ばれた。
八卦掌は元来、拳よりむしろ開掌を用いる事が多いために八卦拳ではなく八卦掌の名がある。程廷華の伝えた程派八卦掌が龍爪掌（本来の呼称は柳葉掌）と言う五指を開いた掌形を用いるのに対して、尹派八卦掌においては牛舌掌と言う五指を揃えた掌形を用いる。
尹福は後に師の董海川の後を継いで清朝の粛親王府の護衛総監の役目を受け継いだ。そのため程廷華の程派八卦掌が広く市中の民間に広まったのに対して、尹福の尹派八卦掌は宮廷内の限られた護衛官の間においてのみ伝承される傾向が強くあまり民間には広まらなかった。

## 特徴
技術的特長としては諸説があるが、程派八卦掌が八母掌（八大掌）を基本に展開して行く傾向があるのに対して、六十四掌の形式において伝承される点にあると言う。

## 伝承者
著名な伝承者として、馬貴、宮宝田、門宝珍、何金奎、尹玉章（息子）などの名が知られている。